# اقلیم معتدله مرطوب

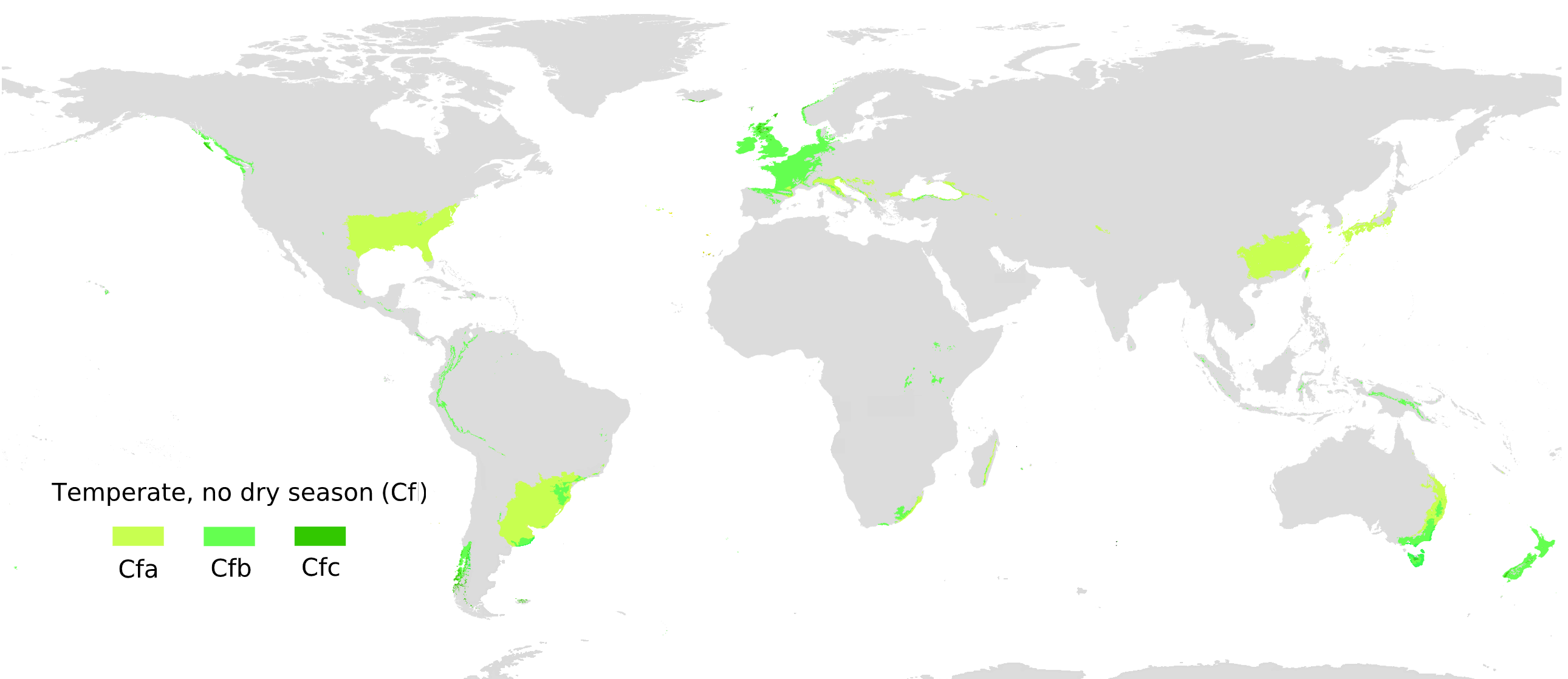
پراکندگی اقلیم معتدله مرطوب در زمین.

اقلیم معتدله مرطوب (انگلیسی: Humid temperate climate) زیرگونه‌ای از اقلیم معتدل است عمدتاً در عرض‌های جغرافیایی میانی وجود دارد. این اقلیم با رطوبت و باران ناشی از نفوذ اقیانوس‌ها در طول سال شناخته می‌شود.
در سامانه طبقه‌بندی اقلیمی کوپن، اقلیم معتدله مرطوب با Cf نشان داده می‌شود. حرف اول (C) نشان‌دهنده گروه اقلیمی اصلی و حرف دوم (f) نشان‌دهنده نوع بارش فصلی است؛ بنابراین، "C" نشان می‌دهد که این اقلیم معتدل است، و "f" نشان می‌دهد که فصل خشک وجود ندارد، یعنی این اقلیم مرطوب است.
این اقلیم گاهی به عنوان اقلیم اقیانوسی نیز شناخته می‌شود که در واقع زیرگروه اقلیم معتدله مرطوب است.

## زیرگونه‌ها
اقلیم معتدله مرطوب چندین زیرگونه دارد که بر پایه دما طبقه‌بندی می‌شوند:

### اقلیم نیمه‌حاره‌ای مرطوب (Cfa)
اقلیم نیمه‌حاره‌ای مرطوب مانند دیگر انواع اقلیم نیمه‌حاره‌ای، با تابستان گرم مشخص می‌شود. این اقلیم را اقلیم چینی یا اقلیم پامپا نیز می‌نامند، چون در جنوب شرقی چین و منطقه پامپای آرژانتین یافت می‌شود. پوشش گیاهی غالب در این اقلیم، جنگل نیمه‌حاره‌ای است.

### اقلیم اقیانوسی (Cfb)
اقلیم اقیانوسی که به آن، اقلیم اطلسی و اقلیم بریتانیایی نیز گفته می‌شود، با تابستان‌های گرم و زمستان‌های معتدل مشخص می‌شود و در سواحل غربی قاره‌ای یافت می‌شود. پوشش گیاهی اصلی در این نوع اقلیم، جنگل معتدله است.

### اقلیم معتدله کوهساری (Cfbi)

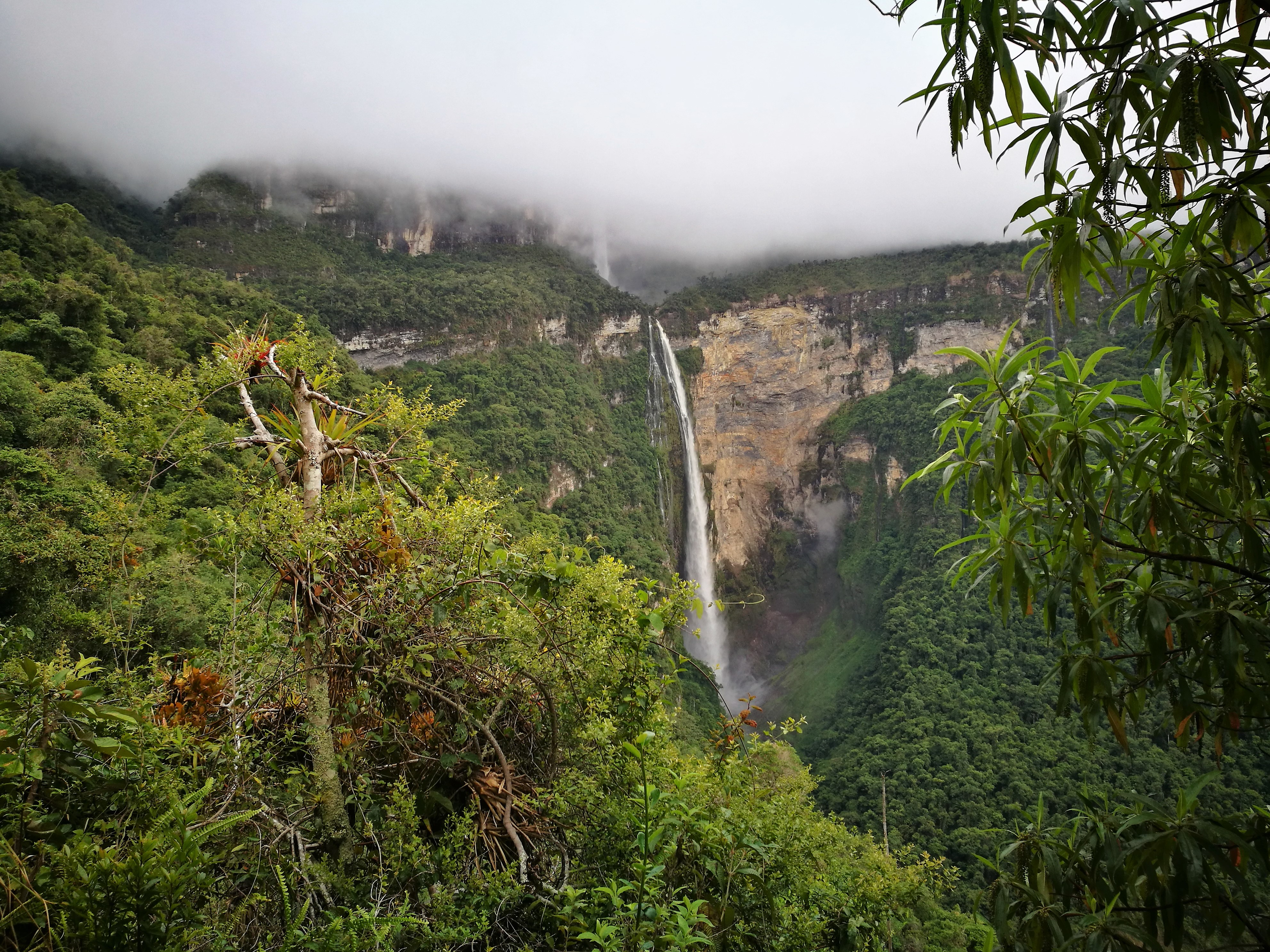
منطقه Catarata Gocta در پرو با اقلیم معتدله کوهساری (Cfbi).

اقلیم معتدله کوهساری با وجود قرار گرفتن در مناطق حاره‌ای، از نظر فرایند هم‌دمایی و دیگر ویژگی‌ها، با انواع دیگر اقلیم‌های معتدله، مانند اقلیم اقیانوسی یا اقلیم مدیترانه‌ای، متفاوت است.
در اقلیم معتدله کوهساری، دامنه تغییرات سالانه پایین است که علت آن ارتفاع است و نه عرض جغرافیایی و چهار فصل مناطق معتدل نیز در این مناطق وجود ندارد. با این حال، تغییرات بارندگی سالانه (فصل خشک و فصل مرطوب) وجود دارد. گاهی به این نوع اقلیم، اقلیم کوهساری حاره‌ای یا اقلیم حاره‌ای کوهساری نیز می‌گویند، هرچند این نام‌ها غیر از موقعیت منطقه‌ای آن‌ها، نادرست است.
اقلیم معتدله کوهساری مشخصه ارتفاعات جنوب و مرکز مکزیک، کوه‌های آمریکای مرکزی، کوه‌های آند شمالی در آمریکای جنوبی و کوه‌های شرق آفریقا و نیز مناطق دیگری مانند ارتفاعات بورنئو و گینه نو است.

### اقلیم اقیانوسی جنب‌قطبی (Cfc)
اقلیم اقیانوسی جنب‌قطبی در عرض‌های جغرافیایی بالا و در مرز بین اقلیم اقیانوسی و اقلیم قطبی قرار دارد. این اقلیم دارای تابستان‌های سرد و پوشش گیاهی جنگل‌های جنب‌قطبی است.